# ジロ・デ・イタリア 1985
ジロ・デ・イタリア 1985(Giro d'Italia 1985) は、自転車による競走である「ジロ・デ・イタリア」の68回目のレースである。1985年5月16日から6月9日まで、全22ステージで行われた。

## 概要
当シーズン2度目のダブルツール獲得を目指すベルナール・イノーと、連覇を狙うフランチェスコ・モゼールの対決となった。
第12ステージの個人タイムトライアルを制したイノーが、ロベルト・ヴィセンティーニからマリア・ローザを奪い取った。しかし、その後モゼールが追い上げ、第19及び、最終ステージの個人タイムトライアルも制してイノーに迫ったが、イノーが1分8秒差、モゼールを退けて、3年ぶり3度目の総合優勝を果たした。イノーは続くツール・ド・フランスも制覇し、自身2度目となるダブルツールを達成した。

## 結果

### 総合成績
|    | 選手名                           | 国籍           | 時間            |
| -- | -------------------------------- | -------------- | --------------- |
| 1  | ベルナール・イノー               | フランス       | 105時間46分51秒 |
| 2  | フランチェスコ・モゼール         | イタリア       | +1分08秒        |
| 3  | グレッグ・レモン                 | アメリカ合衆国 | +2分55秒        |
| 4  | トミー・プリム                   | スウェーデン   | +4分53秒        |
| 5  | マリノ・レハレタ                 | スペイン       | +6分30秒        |
| 6  | ジャンバッティスタ・バロンケッリ | イタリア       | +6分32秒        |
| 7  | シルヴァーノ・コンティーニ       | イタリア       | +7分22秒        |
| 8  | マイケル・ウィルソン             | オーストラリア | +7分38秒        |
| 9  | フランコ・キオッチョーリ         | イタリア       | +8分33秒        |
| 10 | アルベルト・ヴォルピ             | イタリア       | +10分31秒       |

### マリア・ローザ 保持者
| 選手名                     | 国籍     | 首位区間       |
| -------------------------- | -------- | -------------- |
| フランチェスコ・モゼール   | イタリア | プロローグ-第1 |
| ジュゼッペ・サローニ       | イタリア | 第2-第3        |
| ロベルト・ヴィセンティーニ | イタリア | 第4-第11       |
| ベルナール・イノー         | フランス | 第12-最終      |

### 各部門賞結果
| 第68回 ジロ・デ・イタリア 1985 |                                        |
| 全行程                         | 22区間、3983.7km                       |
| 総合優勝                       | ベルナール・イノー 105時間46分51秒     |
| 2位                            | フランチェスコ・モゼール +1分08秒      |
| 3位                            | グレッグ・レモン +2分55秒              |
| ポイント賞                     | ヨハン・ファンデルフェルデ 195ポイント |
| 2位                            | ウース・フローラー 172ポイント         |
| 3位                            | フランチェスコ・モゼール 140ポイント   |
| 山岳賞                         | ホセ・ルイス・ナバロ 54ポイント        |
| 2位                            | レイネル・モントーヤ 47ポイント        |
| 3位                            | ラファエル・アセヴェド 38ポイント      |
| 新人賞                         | アルベルト・ヴォルピ 105時間57分22秒   |